# Lagarde (Hautes-Pyrénées)
Lagarde ist eine französische Gemeinde mit 530 Einwohnern (Stand 1. Januar 2022) im Département Hautes-Pyrénées in der Region Okzitanien (vor 2016: Midi-Pyrénées). Die Gemeinde gehört zum Arrondissement Tarbes und zum Kanton Vic-en-Bigorre (bis 2015: Kanton Bordères-sur-l’Échez).
Die Einwohner werden Lagardéens und Lagardéennes genannt.

## Geographie
Lagarde liegt circa acht Kilometer nordnordwestlich von Tarbes in dessen Einzugsbereich (Aire urbaine) in der historischen Provinz Bigorre am westlichen Rand des Départements.
Umgeben wird Lagarde von den fünf Nachbargemeinden:
|           | Siarrouy                                    |       |
| Tarasteix | Kompassrose, die auf Nachbargemeinden zeigt | Gayan |
| Oroix     | Oursbelille                                 |       |

Lagarde liegt im Einzugsgebiet des Flusses Adour.
Der Souy, ein Nebenfluss des Échez, bildet die natürliche Grenze zur östlichen Nachbargemeinde Gayan. Der Arriouet ist ein Nebenfluss des Souy und entspringt auf dem Gebiet der Gemeinde Lagarde.
Die Géline, ein Zufluss des Canal de Luzerte, bildet die natürliche Grenze zur westlichen Nachbargemeinde Tarasteix.

## Toponymie
Der okzitanische Name der Gemeinde heißt La Garda. Er stammt vom okzitanischen garda, was eine Ableitung aus dem germanischen warte darstellt. Der Name des Weilers Castèth-Crabèr könnte darauf hinweisen, dass es an dieser Stelle ein Oppidum gegeben hat.
Der Spitznamen der Bewohner der Gemeinde lautet Los picards (deutsch die Mücken) im Sinne von „empfindlich“ und „weggeweht“.
Toponyme und Erwähnungen von Lagarde waren:
- La Garda, La Guarda, La Garde und Lagarda (1429, Zensus der Grafschaft Bigorre),
- la Garde (1750, Karte von Cassini),
- Lagarde (1793, Notice Communale),
- La Garde (1801, Bulletin des lois).[4][5][6]

## Einwohnerentwicklung
Nach Beginn der Aufzeichnungen stieg die Einwohnerzahl bis zur Mitte des 19. Jahrhunderts auf einen ersten Höchststand von rund 205. In der Folgezeit sank die Größe der Gemeinde bei kurzen Erholungsphasen bis nach dem Zweiten Weltkrieg auf rund 110, bevor eine längere Phase mit zeitweise kräftigem Wachstum einsetzte, die bis heute anhält und die bisherigen Höchststände weit übertrifft.
| Jahr      | 1962 | 1968 | 1975 | 1982 | 1990 | 1999 | 2006 | 2011 | 2022 |
| --------- | ---- | ---- | ---- | ---- | ---- | ---- | ---- | ---- | ---- |
| Einwohner | 137  | 147  | 254  | 358  | 445  | 454  | 486  | 487  | 530  |

## Sehenswürdigkeiten
- Pfarrkirche de la Nativité-de-la-Sainte-Vierge (Mariä Geburt)

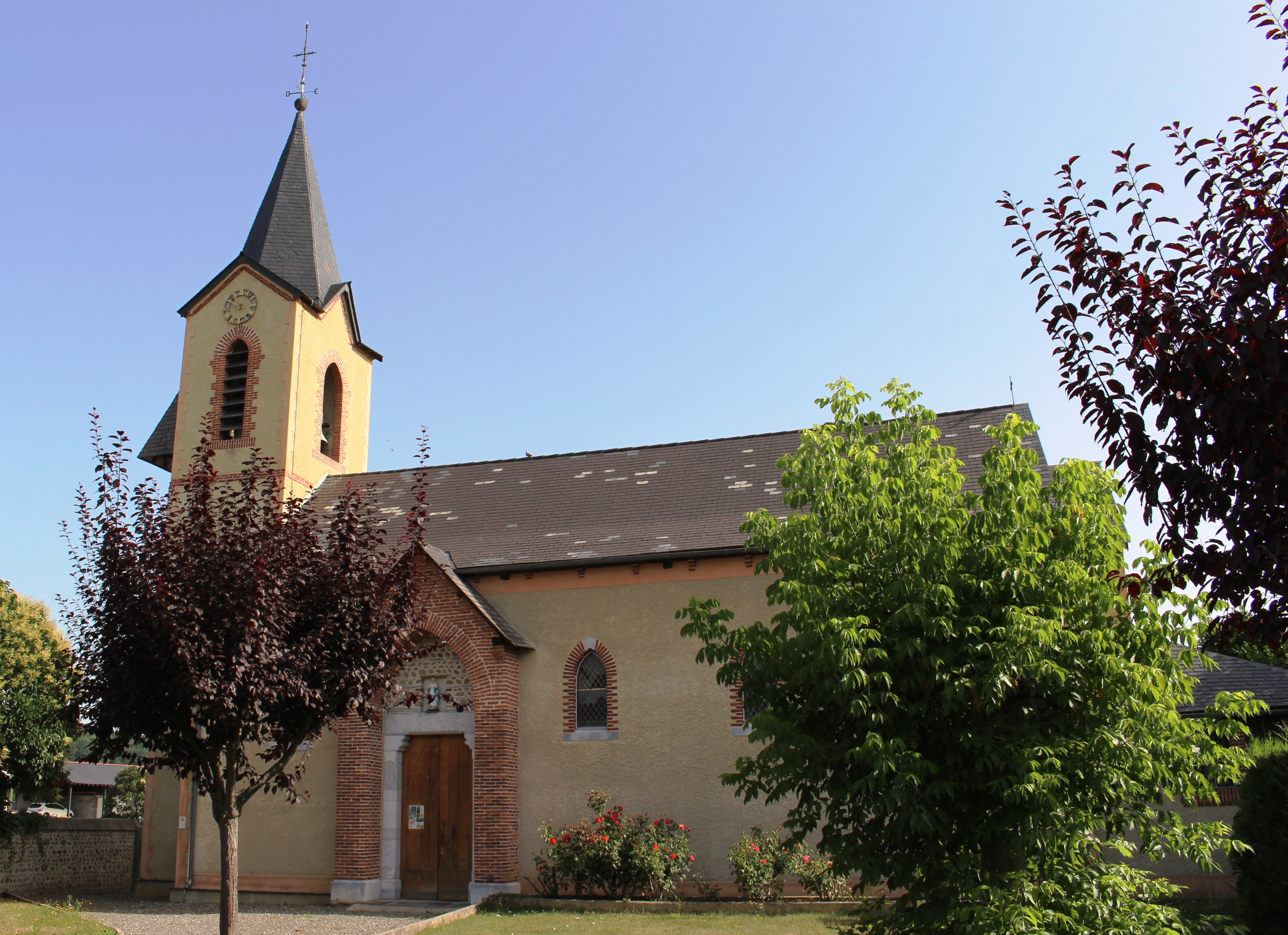
Pfarrkirche de la Nativité-de-la-Sainte-Vierge
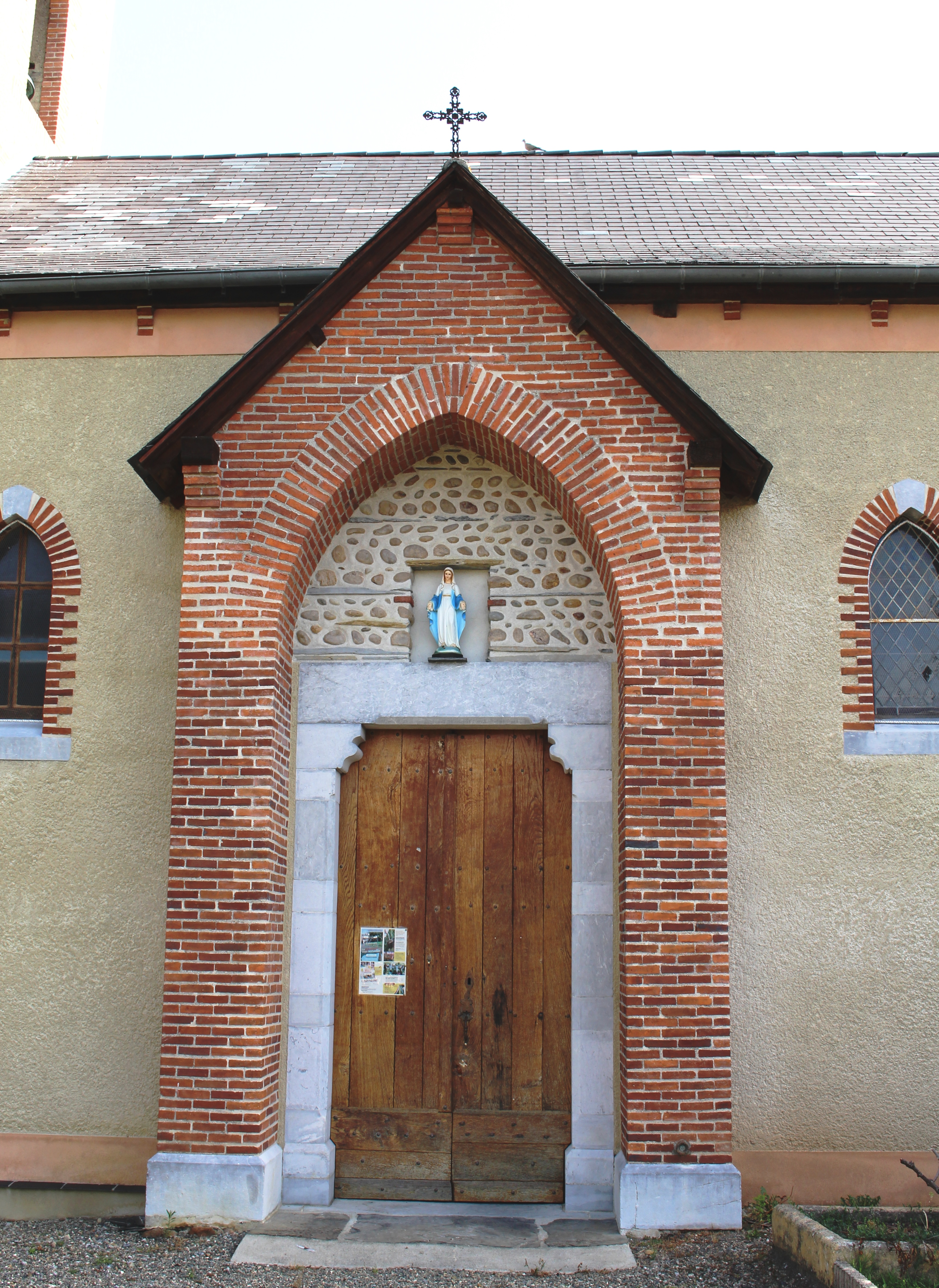
Eingangsportal

## Wirtschaft und Infrastruktur

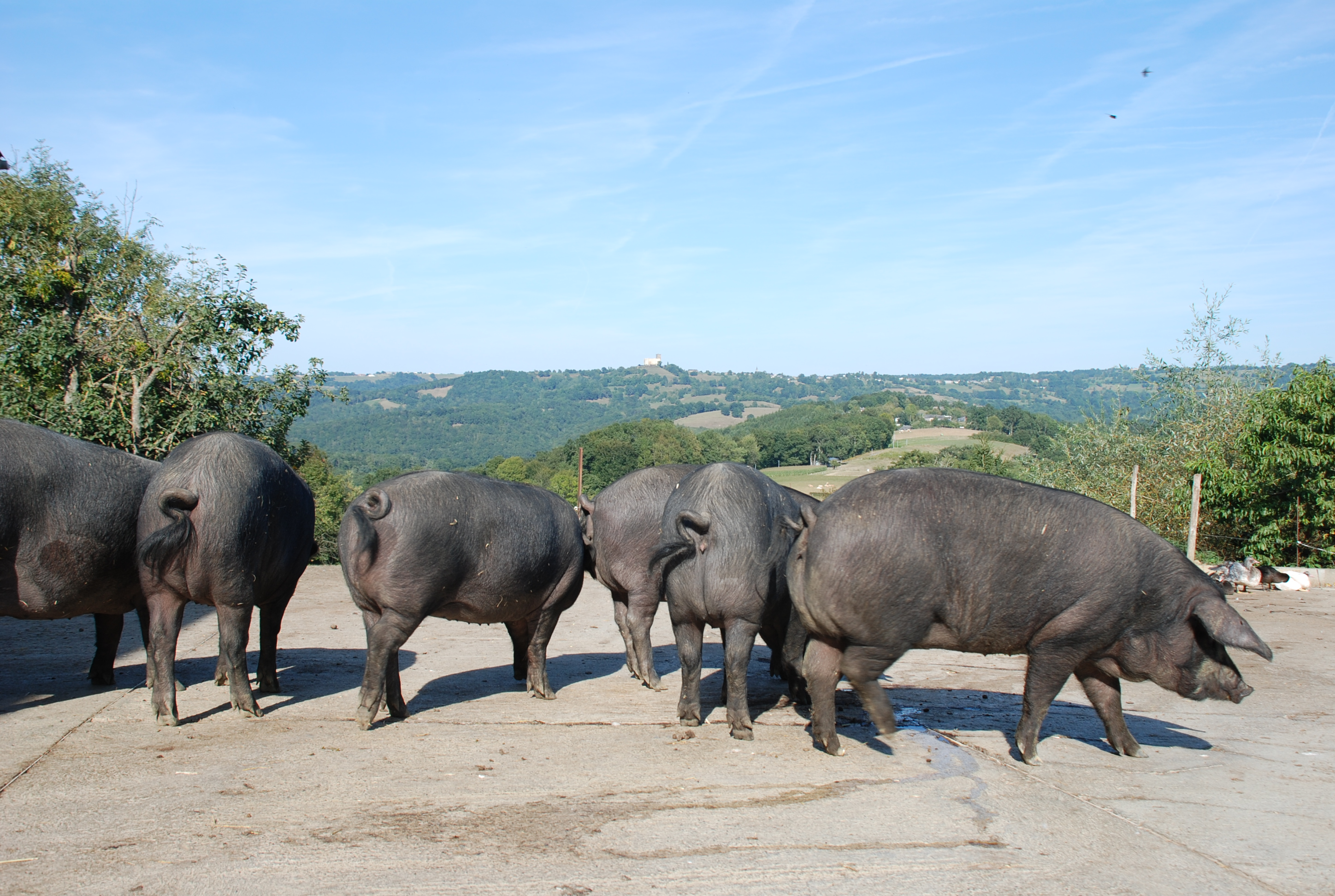
Porcs Noirs de Bigorre

Lagarde liegt in den Zonen AOC der Schweinerasse Porc noir de Bigorre und des Schinkens Jambon noir de Bigorre.

### Bildung
Die Gemeinde verfügt über eine öffentliche Vor- und Grundschule mit 48 Schülerinnen und Schülern im Schuljahr 2019/2020.

### Sport und Freizeit
Eine Variante des GR 101, einem Fernwanderweg von Maubourguet zum Col de Saucède führt auch durch das Gebiet der Gemeinde.

### Verkehr
Lagarde wird von den Routes départementales 7 und 168 durchquert.